# Каякінг

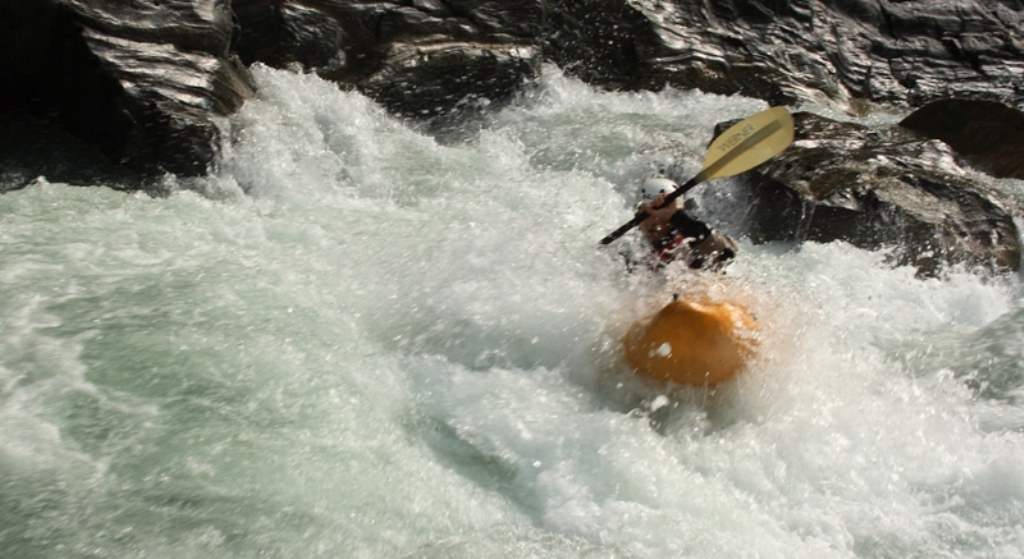
Каякінг

Каякінг (англ. kayaking), або каякарство — вид спорту й також дозвілля, який полягає у плаванні на воді у вузьких довгих човнах — каяках, середньою довжиною від 2,7 до 5 метрів та середньою шириною від 50 до 80 см.
За свідченнями археологів історія каякінгу налічує близько 4000 років. З тих часів каякінг розвинувся та поширився практично усією планетою та поділився на течії і різноманітні відгалуження.

## Види каякінгу
Загалом виділяють такі види каякінгу:
- екстремальний каякінг (white water або бурноводинг)
- слаломний каякінг (належить до професійних видів гребного спорту)
- спортивна гребля на каяках для спокійної («гладкої») води
- рекреаційний каякінг
- туристичний каякінг
- морський каякінг
- експедиційний каякінг
- серфінг на каяках
- рибальський каякінг — риболовля із використанням спеціалізованих каяків.

Кожен з названих видів каякінгу передбачає використання абсолютно різних типів човнів, які спеціально сконструйовані під той чи інший вид каякінгу, а тому загалом неправильним є ототожнення каякінгу виключно із сплавами по гірських річках чи зі спортивною греблею на гладкій воді із використанням відповідних спеціалізованих каяків.

## Основні напрямки каякінгу

Ескімоський переворот на каяку

- Гребний слалом (англ. slalom) — офіційний олімпійський вид спорту. 1972 року гребний слалом вперше було внесено до програми Олімпійських ігор, однак змагання з цього виду спорту відтоді не проводилися на олімпійській арені аж до 1992 року, і вже з 1992 року — гребний слалом став частиною Олімпійських ігор. Гребний слалом передбачає проходження дистанції по бурхливій воді з взяттям воріт на трасі за мінімальну кількість часу. Слаломна техніка — є основою для якісного заняття каякінгом на бурній воді[4].
- Сплав або фрирайд (англ. river running, freeride) — проходження на каяку перешкод (порогів) на гірських, бурхливих річках.

Сплав може бути трьох видів:
- - експедиційний, коли сплав проходить далеко від населених пунктів на річках будь-якого рівня складності і всі речі протягом далеко не одної доби доводиться везти з собою;
  - екстремальний — подолання водних перешкод найвищого рівня складності (V, VI — категорії складності є найвищими за міжнародною класифікацією);
  - ігровий — це фанове проходження невеликих відстаней по річках малої чи середньої категорії складності без речей і з виконанням по ходу руху ігрових елементів.
- Родео або фристайл (англ. rodeo, freestyle) — виконання різноманітних родео, акробатичних фігур в трьох площинах на валу (стояча хвиля), в бочці (злив за яким є зворотна течія) або на рівній воді.

## Обов'язкове спорядження для заняття каякінгом
Каяк — одно- , двомісний (рідше — тримісний) вузький гребний човен, зроблений з поліетилену або композитного матеріалу. Для заняття різними видами каякінга потрібні і різні за своєю конструкцією і характеристиками човни.
Весло — поліетиленове або композитне міцне весло з двома лопатями, які можуть бути повернути під різними кутами одна відносно одної. Кут розвороту залежить від уподобань самого каякера (падлера), та від напрямку каякінгу, якому він надає перевагу.
Юбка — спорядження, зроблене з неоперену та укріплене на краях, яке одягається на каякера і на кокпіт каяка для того, щоб запобігти потраплянню води в кокпіт човна.
Каска — захисний шолом, зроблений з матеріалів, які витримують удари об каміння.
Рятувальний (страхувальний) жилет — спеціальний жилет, що не тоне і пом'якшує зіткнення із камінням спини та грудей, поки каякер перебуває у човні, та підтримує каякера на поверхні води, коли каякер залишає човен при покиданні перевернутого човна. Слід пам'ятати, що більшість спеціалізованих жилетів для каякінгу не є рятувальними у вузькому розумінні цього терміна, а є страхувальними і не гарантують порятунку каякера, а лише полегшують підтримку на воді. (на усіх жилетах для каякінгу міститься спеціальний напис із вказівкою на це). Така особливість зумовлена тим, що у страхувальних жилетах для каякінгу відсутній комірець. який би підтримував голову каякера у випадку втрати свідомості.

## Рівень води гірських рік України, сприятливий для каякінгу
Мандрівники, що захоплюються каякінгом, часто потребують понад п'ять годин, щоб дістатися до Карпат, де сфокусована чимала кількість рік, придатних для цього виду активного відпочинку. Тож питання моніторингу рівня рік набуває значення не тільки як засіб вчасного інформування про повені, а також як спосіб дистанційного визначення можливості каякінгу та рафтингу на цікавих для водних туристів річках.
Український гідрометеорологічний центр стежить за рівнем водойм в Україні. На багатьох річках є станції, де вимірюють повноводність. Заміри беруть один раз в день (переважно вранці до 9:00).
На спеціальній мапі «Гідрологічна ситуація у пунктах спостережень» можна ознайомитись із такою інформацією, як фактичний рівень води на дату та час заміру, динаміка відносно попередньої доби, а також температура води.
Мінімально прийнятний для каякінгу рівень води на деяких гірських річках України:
- р. Прут у пункті «Яремче» — 175 см,
- р. Свіча в пункті «Зарічне» — 120 см,
- р. Чорний Черемош у пункті «Верховина» — 310 см,
- р. Чорна Тиса у пункті «Ясіня» — 125 см.